# Xã Lakin, Quận Barton, Kansas
Xã Lakin (tiếng Anh: Lakin Township) là một xã thuộc quận Barton, tiểu bang Kansas, Hoa Kỳ. Năm 2010, dân số của xã này là 262 người.